# Cedronella canariensis
Cedronella canariensis là một loài thực vật có hoa trong họ Hoa môi. Loài này được (L.) Webb & Berthel. mô tả khoa học đầu tiên năm 1845.

## Hình ảnh

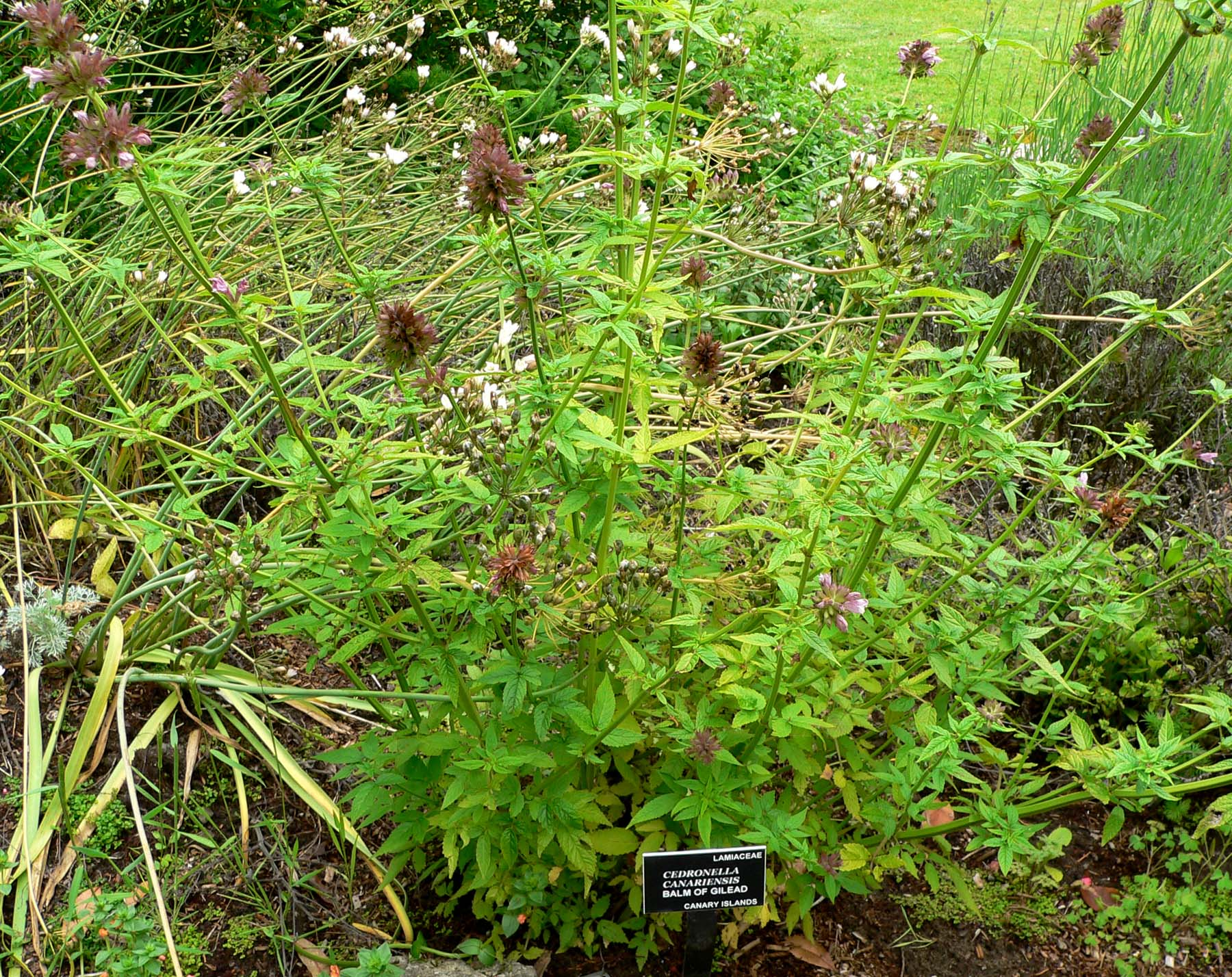
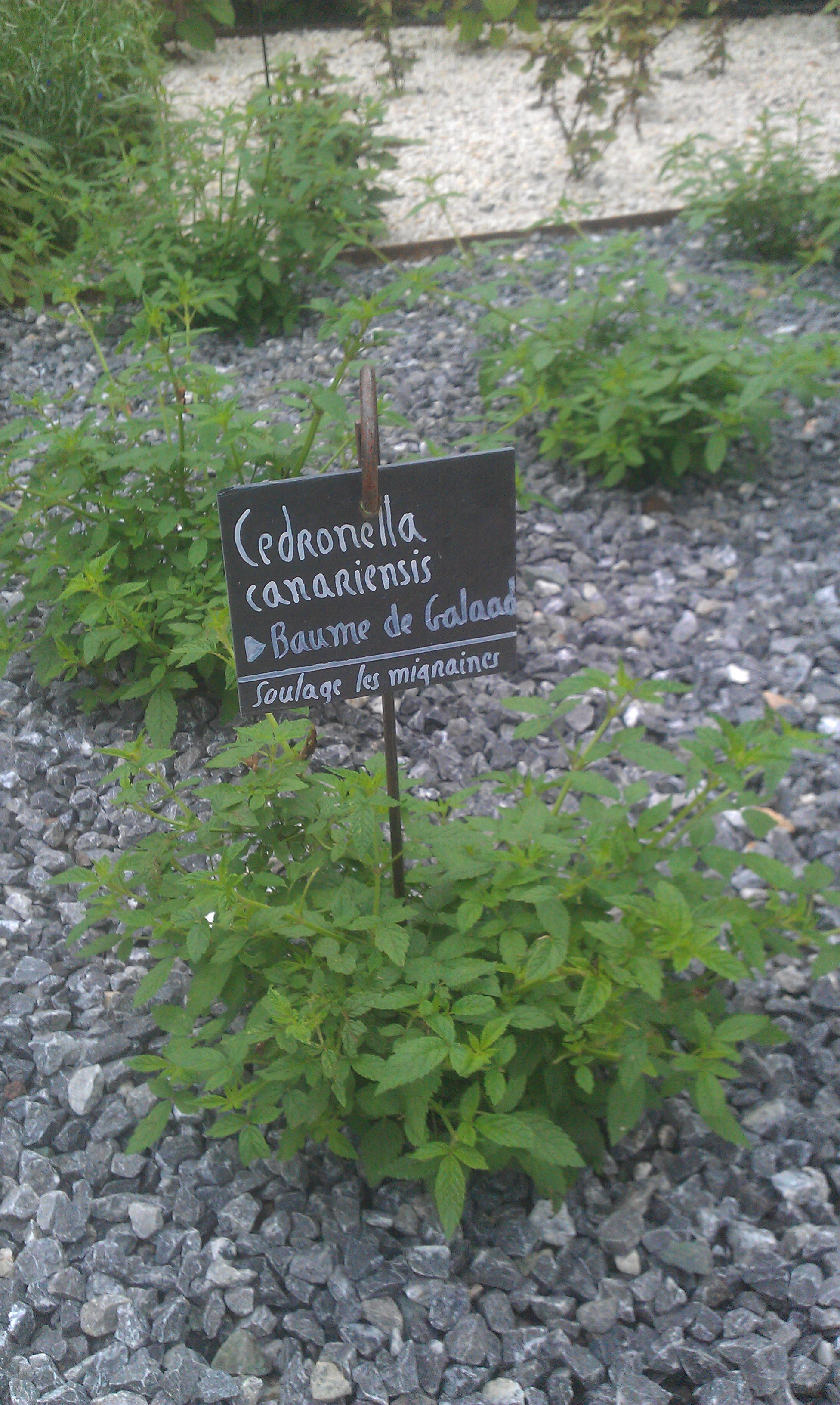
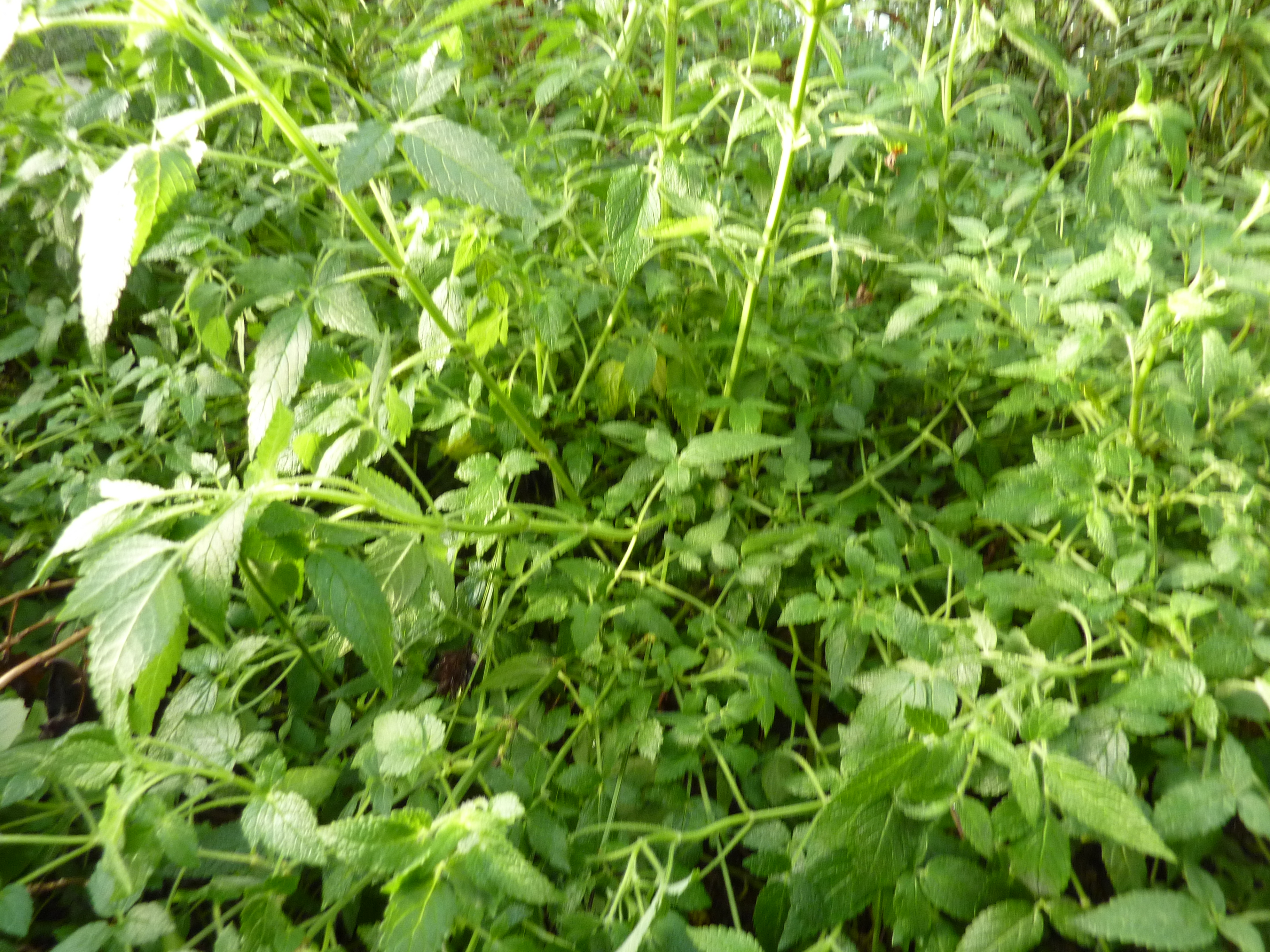
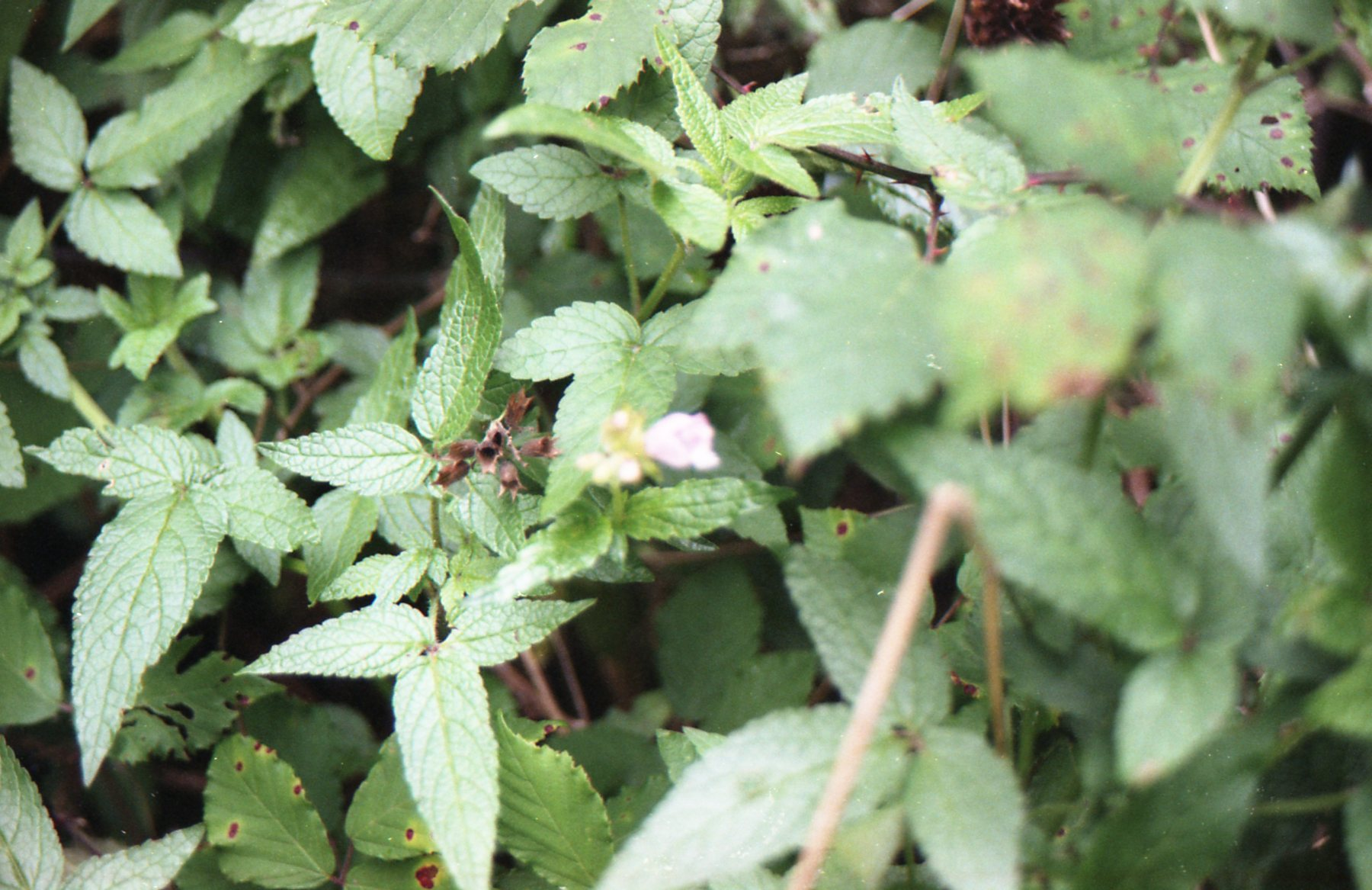